# Scott Wedman
Pour les articles homonymes, voir Wedmann.
Scott Dean Wedman, né le 29 juillet 1952 à Harper au Kansas, est un ancien joueur américain de basket-ball. Il fut sélectionné par les Kings de Kansas City-Omaha au 1er tour de la draft 1974.

## Biographie
Wedman était un shooteur prolifique. Il représenta les Kings de Kansas City à deux reprises au NBA All-Star Game. Lors de son passage à Kansas City, Wedman acquit le surnom de "The Invisible Hulk" à cause de ses sessions intensives dans la salle de musculation. Le 4 mars 1979, Wedman fut impliqué dans un accident de la circulation, quand sa Porsche fit un tonneau sur une autoroute sous la pluie à Kansas City. Les docteurs l'autorisèrent à reprendre le sport après quelques matchs de repos seulement.
Il réussit ses meilleures saisons en 1979-1980 et 1980-1981, avec une moyenne de 19.0 points par match. Le 2 janvier 1980, il inscrivit 45 points lors d'une prolongation victorieuse face à Utah, ce qui constitue la meilleure performance offensive de sa carrière. Wedman fut un joueur clé lors du parcours de Kansas City en playoffs en 1981. Malgré un bilan négatif de 40 victoires - 42 défaites en saison régulière, les Kings s'enflammèrent, battant Portland et Phoenix avant de s'incliner en Finale de la Conférence Ouest face à Houston en cinq rencontres.
Lors de la draft 1981, étant donné que les Kings ne pouvaient pas garder à la fois Wedman et le futur All-Star Otis Birdsong, Kansas City transféra les deux joueurs vers d'autres équipes et reçut des joueurs de moindre valeur en échange.  Wedman fut transféré à Cleveland contre un premier tour de draft.
La franchise de Kansas City réalisa un bilan de 30 victoires - 52 défaites en 1981-1982 et ne retrouva plus le même niveau à la Kemper Arena avant que les propriétaires ne déménagent l'équipe à Sacramento en 1985.
Wedman ne retrouva jamais ses performances offensives après son transfert à Cleveland, où il inscrivit seulement 10.9 points par match de moyenne en 1981-1982.
Le 14 janvier 1983, Wedman fut transféré par les Cavaliers de Cleveland aux Celtics de Boston contre Darren Tillis et une somme d'argent. Il fut utilisé comme joueur d'appoint décisif issu du banc lors des titres de champions acquis par les Celtics en 1984 et 1986. Les fans de Boston se souviennent de la performance de Wedman lors du "Memorial Day Massacre", l'appellation donnée au Game 1 lors des Finales NBA 1985. Venant du banc de touche, Wedman transforma ses 11 shoots, dont quatre tirs à trois-points, lors de la victoire de Boston 148-114 face aux Lakers de Los Angeles. Il était le remplaçant de Larry Bird et Kevin McHale.
Wedman était aussi un strict végétarien lors de sa carrière de joueur, non pour des raisons morales, mais pour des questions de santé. Pour cela, Wedman se faisait taquiner par Bird et McHale à l'entraînement et lors des repas.
Le 16 octobre 1987, il fut transféré par les Celtics avec Sam Vincent aux SuperSonics de Seattle contre un second tour de draft 1989. Cependant, il prit sa retraite et ne joua jamais sous les couleurs des SuperSonics.
Il entraîna l'équipe aujourd'hui disparue des Kansas City Knights en American Basketball Association.
Wedman retourna à Kansas City où il vit aujourd'hui et travaille dans l'immobilier.
En juin 2007, Wedman fut nommé entraîneur des Great Falls Explorers en CBA.